# Poliske, Korop
Poliske (în ucraineană Поліське) este localitatea de reședință a comunei Proletarske din raionul Korop, regiunea Cernihiv, Ucraina.

## Demografie
Componența lingvistică a localității Poliske
     Ucraineană (98,84%)
     Rusă (1,16%)
Conform recensământului din 2001, majoritatea populației localității Poliske era vorbitoare de ucraineană (98,84%), existând în minoritate și vorbitori de rusă (1,16%).